# Norbert Foerster
Norbert Hans Christoph Foerster SVD (ur. 9 lipca 1960 w Bonn) – niemiecki duchowny katolicki posługujący w Brazylii, misjonarz, werbista biskup diecezjalny Ji-Paraná od 2021.

## Życiorys

### Prezbiterat
Święcenia kapłańskie otrzymał 10 grudnia 1989 w zakonie werbistów. Był m.in. wychowawcą seminariów w Registro i Jardim Míriam, wikariuszem generalnym diecezji Humaitá oraz radnym środkowobrazylijskiej prowincji zakonnej.

### Episkopat
2 grudnia 2020 papież Franciszek mianował go biskupem diecezjalnym Ji-Paraná. Sakry biskupiej udzielił mu 27 lutego 2021 arcybiskup Roque Paloschi.